# Гуахардо, Паоло
Па́оло Исаи́ас Гуаха́рдо Ибака́че (исп. Paolo Isaías Guajardo Ibacache; род. 27 мая 2003) — чилийский футболист, полузащитник клуба «Сантьяго Уондерерс».

## Клубная карьера
Гуахардо — воспитанник клуба «Сантьяго Уондерерс». 11 апреля 2021 года в матче против «Унион Ла-Калера» он дебютировал в чилийской Примере. По итогам сезона клуб вылетел из элиты, но игрок остался в команде. 5 июня 2022 года в поединке против «Депортес Икике» Паоло забил свой первый гол за «Сантьяго Уондерерс».

## Международная карьера
В 2023 году в составе молодёжной сборной Чили Гуахардо принял участие в молодёжном чемпионате Южной Америки в Колумбии. На турнире он сыграл в матчах против сборных Венесуэлы, Эквадора, Боливии и Уругвая.